# 朝倉昇
朝倉 昇（あさくら のぼる、1892年〈明治25年〉9月14日 - 没年不詳）は、朝鮮総督府官僚。

## 経歴
山口県玖珂郡新庄村（柳井市）出身。宮本鶴松の二男として生まれ山口県朝倉林助の養子となった。石川県立七尾中学校を経て、1914年（大正3年）に上田蚕糸専門学校養蚕科を卒業。長野県吏員、山口県養蚕取締吏員、富山県立農学校教諭、岐阜県安八農学校教諭を務めた。1924年（大正13年）、高等試験行政科に合格し、翌年に京都帝国大学経済学部を卒業した。朝鮮総督府に入り、慶尚北道保安課長、京畿道保安課長、警務局事務官、慶尚南道産業課長、平安北道財務部長を経て、1934年（昭和9年）に鎮南浦尹に就任した。
その後、平壌専売支局長、平壌地方専売局長を務めた。さらに衆議院議員総選挙に立候補するも落選した。

## 著書
- 『米価対策 米の売り時』（明文堂、1932年）
- 『米をめぐる問題』（明文堂、1934年）
- 『総選挙の実践』（朝倉経済研究所、1937年）
- 『朝鮮工業経済読本』（朝倉経済研究所、1937年）
- 『液体燃料問題の検討』（朝倉経済研究所、1937年）
- 『農業の北支那』（朝倉経済研究所、1939年）
- 『戦時経済動員大綱』（朝倉経済研究所、1942年）
- 『日本経済の分析と政策』（朝倉経済研究所、1958年）